# Produkt (biologija)
U biohemiji, produkt je supstanca koja se formira putem dejstva enzima i supstrata. Na primer, produkti dejstva enzima laktaze na supstrat laktozu su galaktoza i glukoza.